# Crambus
Genre
Crambus est un genre d'insectes de l'ordre des lépidoptères (papillons), de la famille des Crambidae.

## Liste des espèces rencontrées en Europe
- Crambus alienellus Germar & Kaulfuss, 1817
- Crambus ericella (Hübner, 1813)
- Crambus hamella (Thunberg, 1788)
- Crambus heringiellus Herrich-Schäffer, 1848
- Crambus lathoniellus (Zincken, 1817)
- Crambus palustrellus Ragonot, 1876
- Crambus pascuella (Linnaeus, 1758)
- Crambus perlella (Scopoli, 1763)
- Crambus pratella (Linnaeus, 1758)
- Crambus silvella (Hübner, 1813)
- Crambus uliginosellus Zeller, 1850